# إيفان أغيلي
إيفان أغيلي (بالسويدية: Ivan Aguéli) (الاسم عند الولادة: جون غوستاف أغيلي) (24 مايو 1869 - 1 أكتوبر 1917) و أصبح اسمه الشيخ عبد الهادي عقيلي بعد اعتناقه الإسلام، كان شيخًا صوفيًا من أصل سويدي، ورسامًا وكاتبًا. باعتباره أحد أتباع نهج ابن عربي، فقد استُخْدِمت دراساته في علم التوحيد في تأويل المعاني الباطنة للنصوص الإسلامية ومقارنتها مع المعاني الباطنة الموجودة في الأديان الأخرى المنتشرة في العالم. وكان هو الذي أرشد رينيه غيون لاعتناق الصوفية ، كما أنه أسس مجتمع الأكبريَّة الباريسيّ، وهو امتداد لمجتمع الأكبرية الأصلي الذي أسسه ابن عربي في مصر. كان أداؤه في فن الرسم شكلاً فريدًا من أشكال ما بعد الانطباعية المصغرة حيث استخدم مزيجًا من الألوان لخلق شعور بالعمق والمسافة. جعله أسلوبه الفني الفريد أحد مؤسسي الحركة الفنية المعاصرة السويدية.

## الطفولة والشباب
سُمِّيَ إيفان أغيلي عند الولادة:جون غوستاف أجيلي،وقد وُلِد في قرية سويدية صغيرة اسمها سالا عام 1869، وهو ابن الطبيب البيطري يوهان غابرييل أغيلي. وكانت له قرابة من جهة والدته بإيمانويل سويدنبورج أحد رواد علم الغيبيَّات(الميتافيزيقيا) في القرن الثامن عشر في السويد.
وبين عامي 1879 و 1889 درس أغيلي في مدينَتَيْ غوتلاند وستوكهولم. وفي وقت مبكر من مرحلة شبابه بدأت تظهر فيه موهبة فنية استثنائية، بالإضافة إلى اهتمامه الكبير بالرَّوْحَانيات الدينية.
وفي عام 1889 غيَّر اسمه إلى إيفان أغيلي وسافر إلى مدينة باريس حيث أصبح طالبًا عند الرسام إميل بيرنارد المختص بالفن الرمزي، الذي يهدف إلى إيصال أفكار الوجود باستخدام الرموز. وقبل عودته إلى السويد عام 1890، تَجَوَّل في لندن، حيث التقى بالباحث الروسي في مجال اللاسلطوية الأمير كروبوتكين.
بعد عودته إلى ستوكهولم عام 1890 التحق بمدرسة الفنون في ستوكهولم حيث أشرف على تدريسه الفنانان السُّوَيْدِيَّان أندرس زورن وريتشارد بيرغ. ومع نهاية عام 1892، عاد مُجدَّدًا إلى مدينة باريس حيث تعرَّف على ماري هيوت(1846-1930) الشاعرة الفرنسية والناشطة في مجال حقوق الحيوان. وبسبب نشاطه في الأوساط اللَّاسلطوية في فرنسا، اعتُقِل إيفان سنة 1894 وخضع مع زملاءه "لمحاكمة الثلاثين"، وهي محاكمة قضائية جرت في فرنسا لتشريع مجموعة من القوانين لحد نشاط اللَّاسلطويين والصحفيين. وبعد عدة أشهر من إطلاق سراحه عام 1895، غادر فرنسا متوجهًا إلى مصر، حيث عاش هناك حتى عاد إلى باريس عام 1896. وفي وقت لاحق بعد عودته إلى باريس باريس، انتهى الأمر بأغيلي إلى اعتناق الإسلام وتغيير اسمه إلى عبد الهادي .
وفي عام 1899 سافر إلى كولومبو (هي مدينة سريلانكية في الوقت الحاضر)، ثم رجع مجددًا إلى فرنسا عام 1900.

## حياته في مصر
رحل أغيلي إلى القاهرة عام 1902، وأصبح أحد الأوروبيين الغربيين الأوائل الذين يلتحقون رسميًا بالدراسة في جامعة الأزهر الشريف، حيث درس فيها اللغة اللغة العربية والفلسفة الإسلامية. وفي عام 1902، انضم إلى جماعة الصوفية الشاذلية العربية بتوجيه من الشيخ عبد الرحمن عليش الكبير(1840-1921).
وبمباركةٍ من الشيخ عبد الرحمن عليش، فقد تشارك أغيلي، مع صحفي إيطالي، مع زميل أغيلي في اعتناق الإسلام إنريكو إنساباتو(1878-1963) في تأسيس مجلة النادي(بالإيطالية:Il Convito)، وهي مجلة مكتوبة باللغة الإيطالية كانت تصدر في القاهرة بين عامي 1904 و1913.

## مجتمع الأكبرية
أسس إيفان أغيلي الأكبرية كمجتمع صوفي سري في باريس عام 1911. وكان رينيه غيون أحد الأعضاء الأوائل في هذا المجتمع. وكان يهدف هذا المجتمع إلى نشر تعاليم نهج العالم الصوفي محي الدين بن عربي بين فئات المجتمع التي تضم فئة العلماء، وفئة المتعلمين، وفئة المفكرين المستقلين من خلال ممارسة الشاذلية والملامتية وهما مذهبان صوفيان. وقد ذكر هذا المجتمع مرة واحدة فقط في الوثائق التاريخية، ذلك كان في رسالة كتبها أغيلي عام 1911 وأرسلها إلى عنوان غير معروف في القاهرة، أما محتوى الرسالة هو الإعلام بتأسيس هذا المجتمع، ولا توجد معلومات تاريخية أخرى عن المجتمع.

## الحرب العالمية الأولى وإسبانيا
قام الاحتلال البريطاني في مصر-أثناء الحرب العالمية الأولى- بِطَرْد أغيلي إلى إسبانيا عام 1916، ذلك بسبب اعتقادهم أنه كان جاسوسًا عثمانيًّا. وتقطعت به السبل في إسبانيا، حيث بقي هناك بلا مال يكفيه للعودة إلى السويد. وفي 1 أكتوبر 1917، قُتِل إيفان بواسطة قطار عند تقاطع سكك حديدية في قرية لوسبيتاليت دي يوبريغات القريبة من برشلونة.
وتكفل الأمير يوجين برنادوت بإعادة رسمات وممتلكات إيفان إلى السويد، حيث كان الأمير معروفًا بدعمه للفنانين. الذي كان معروفًا بأنه راعي للفنانين، على إعادة لوحاته وممتلكاته إلى السويد.

## ميراث أغيلي

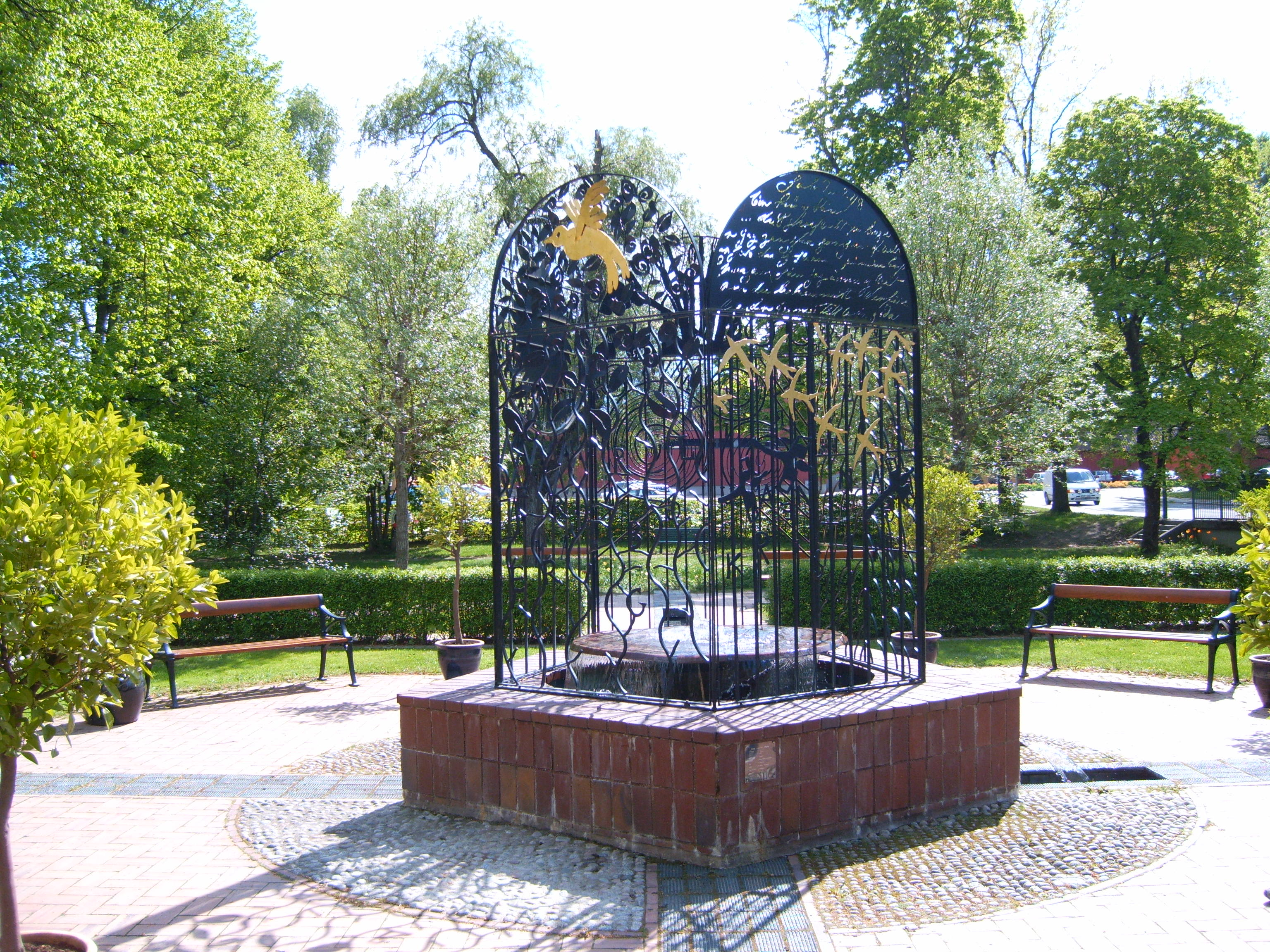
نافورة إيفان أغيلي في مدينة سالا.

وينظر السويديون إلى أغيلي بنظرة إعجاب باعتباره أحد الفنانين المعاصرين المشهورين. وتوجد معظم لوحاته في المتحف الوطني السويدي للفنون الجميلة، ومتحف الفن الحديث، ومتحف أغيلي في مدينة سالا.
وقد ذاع صيت أغيلي في السويد عام 1969، في الذكرى المئوية لميلاده، حيث استخدمت ستة لوحات خاصة به كطوابع بريدية في دائرة البريد السويدية .
وظلت بقايا جثة أغيلي في مدينة برشلونة الإسبانية حتى عام 1981، حيث أُعيد جثمانه إلى السويد وأُعيد دفنه تبعًا للتعاليم الإسلامية في مدينة سالا مسقط رأسه.
وتوجد أكبر مجموعة من أعمال إيفان أغيلي الفنية في متحف أغيلي في مدينة سالا، حيث تبرع بها الطبيب الشهير في سالا كارل فريبرغ للمتحف الوطني السويدي.

## قائمة المراجع
مراجع سويدية:
- Almqvist, Kurt; I tjänst hos det enda – ur René Guénons verk, Natur & Kultur, 1977.
- Almqvist, Kurt; Ordet är dig nära. Om uppenbarelsen i hjärtat och i religionerna, Delsbo, 1994.
- Brummer, Hans-Erik (red.); Ivan Aguéli, Stockholm, 2006.
- Ekelöf, Gunnar; Ivan Aguéli, 1944.
- Gauffin, Axel; Ivan Aguéli – Människan, mystikern, målaren I-II, Sveriges Allmänna Konstförenings Publikation, 1940–41.
- Wessel, Viveca; Ivan Aguéli – Porträtt av en rymd, 1988.

مراجع إنجليزية:
- Chacornac, Paul; The Simple Life of Réne Guénon, pp. 31–37, Sophia Perennis.
- Hatina, Meir; Where East Meets West: Sufism as a Lever for Cultural Rapprochement, pp. 389–409, Volume 39, International Journal of Middle East Studies, Cambridge University Press, 2007.
- Nasr, Seyyed Hossein; Sufism: Love and Wisdom, page X of foreword, Worldwisdom, 2006.
- Nur ad-Din, Farid (introduction and translation); Universality in Islam, Studies in Comparative Religion, Worldwisdom, 2011.
- Turner, Jade (ed.); The Grove Dictionary of Art, pp. 465–466, Grove, 1996.
- ووترفيلد، روبن ؛ Réne Guénon and the Future of the West ، pp.   28-30 ، صوفيا بيرنس.

مراجع فرنسية:
- Abdul-Hâdi (John Gustav Agelii, dit Ivan Aguéli); Écrits pour La Gnose, comprenant la traduction de l'arabe du Traité de l'Unité, Archè, 1988.

## روابط خارجية
- الموقع الخاص بمتحف أغيلي